# Aires protégées de Hongrie
Les choix de traductions des termes hongrois désignant les différentes catégories d'aires protégées sont ici complètement arbitraires.

Logo à vocation signalétique des aires protégées en Hongrie.

La première aire protégée en Hongrie a été créée en 1939, par un décret du ministère de l'agriculture classant une partie de la grande forêt de Debrecen.
La Hongrie compte 10 parcs nationaux, 171 « réserves naturelles » et 39 « paysages protégés » en 2017. De plus, la Hongrie possède 50 sites Ramsar.

## Historique
La première mesure de conservation de la nature en Hongrie remonte en 1426, lorsque le roi Sigismond de Luxembourg a émis un décret de protection des forêts et des sols.
Les institutions chargées des aires protégées varient au fil du temps en Hongrie : le premier espace naturel protégé a été créé par le Ministère de l'agriculture national. À la fin de la Seconde Guerre mondiale, 200 aires protégées ont été créées, notamment des « Monuments naturels » de taille réduite.
En 1952 est imaginé le statut de « Paysage protégé » et le paysage protégé de Tihany est mis en place. En 1962 est créé l'« Autorité national de conservation de la nature », suivi en 1977 par l'« Autorité nationale pour l'environnement et la conservation de la nature », puis remplacé en 1987 par le « Ministère de l'environnement et de l'eau » , ensuite par le « Ministère pour la protection de l'environnement » actif pendant 3 mois durant l'été 1990, et enfin le « Ministère de l'environnement et du développement rural ».

## Diversité des aires protégées
Les aires protégées peuvent être établies : 
- soit par les autorités nationales : par des lois spécifiques ou systématiquement par la loi générale, pour certaines zones et objets ;
- soit par les autorités locales.

### Bilan global des aires protégées d'intérêt national
| catégorie d'aire protégée   | nombre de site | surface (hectares) |
| Parc national               | 10             | 480 697,9 ha       |
| Paysage protégé             | 39             | 336 874,9 ha       |
| Réserve naturelle nationale | 171            | 31 409,5 ha        |
| Monument naturel            | 88             | 120,9              |

Le territoire hongrois est subdivisé en 10 secteurs administratifs qui portent chacun le nom d'un parc national. Dans chacun de ces secteurs, une « Direction du parc national homonyme » est chargé de la gestion de l'ensemble des aires protégées.

### Parcs nationaux
La Hongrie possède dix parcs nationaux (hongrois : Nemzeti park ; abrégé NP) qui couvrent environ 10 % du territoire. Les parcs sont gérés par l'agence gouvernementale des parcs nationaux de Hongrie (hongrois : Nemzeti park igazgatóság).
Il ne faut pas confondre les parcs nationaux et les subdivisions administratives évoquées plus haut
| Hortobágy |

| Kiskunság |

| Bükk |

| Aggtelek |

| Fertő-Hanság |

| Duna-Dráva |

| Körös-Maros |

| Balaton |

| Duna-Ipoly |

| Őrség |

- Parc faisant partie d'une réserve de biosphère de l'Unesco
- Parc faisant partie d'un site Ramsar

Les parcs nationaux hongrois créés entre 1973 et 1991 sont classés par la Commission mondiale des aires protégées de l'Union internationale pour la conservation de la nature (UICN), dans la catégorie « Parc national » (catégorie II). À partir de 1996, les nouveaux parcs nationaux sont classés dans la catégorie V correspondant aux « Paysages protégés » toujours selon la typologie de l'UICN, ce qui indique une protection moins forte et une plus grande prise en compte des activités humaines.

### Réserves naturelles nationales
En hongrois : Természetvédelmi terület (TT).
- Réserve naturelle de la mine de Róka-hegy
- Réserve naturelle de Gellért-hegy
- Réserve naturelle de Jókai-kert
- Réserve naturelle de la forêt alluviale de Háros-sziget
- Réserve naturelle de Mocsáros (Budapest)
- Réserve naturelle de l'île de Palota
- grotte de Pálvölgy situé dans le 2ème arrondissement de Budapest

### Paysage protégé
En hongrois : Tájvédelmi körzet (TK) ; également traduit en « zone de protection paysagère »
- Zone de protection paysagère de Buda
- Zone de protection paysagère de la campagne de Borsod
- Zone de protection paysagère du Cserhát oriental
- Zone de protection paysagère de Gerecse
- Zone de protection paysagère de Hollókő
- Zone de protection paysagère de Kesznyéten
- Zone de protection paysagère de Kőszeg
- Zone de protection paysagère du Lázbérc
- Zone de protection paysagère de Mártély
- Zone de protection paysagère du massif de Gödöllő
- Zone de protection paysagère du Mátra
- Zone de protection paysagère du Mecsek occidental
- Zone de protection paysagère du Mecsek oriental
- Zone de protection paysagère de la Moyenne-Tisza
- Zone de protection paysagère d'Ócsa
- Zone de protection paysagère de Pusztaszer
- Zone de protection paysagère de Sághegy
- Zone de protection paysagère du Sárrét
- Zone de protection paysagère de Sopron
- Zone de protection paysagère de Szatmár-Bereg
- Zone de protection paysagère du Szigetköz
- Zone de protection paysagère de Tokaj-Bodrogzug
- Zone de protection paysagère du Vértes
- Zone de protection paysagère du Zemplén
- Zone de protection paysagère du Zselic

### Protection systématique par la loi nationale
La loi prévoit la protection systématique de certains objets ou espaces naturels :
- comme « aire de conservation de la nature » pour les tourbières et les lacs alcalins ;
- comme « monument naturel » pour les Kourganes, les fortifications de terre, les sources et les gouffres ;
- l'ensemble des 4077 grottes du pays est protégé, grâce à une loi de 1961[3].

### Aires protégées d'intérêt local
Les autorités locales ont créé 1953 aires protégées pour une surface totale de 46 807 ha, en deux catégories :
- les réserves naturelles ;
- les monuments naturels.

#### réserves naturelles locales
Toutes les réserves naturelles listées ci-dessous sont situées à Budapest.
- Réserve naturelle d'Apáthy-szikla
- Réserve naturelle de Ferenc-hegy
- Réserve naturelle de Kis-sváb-hegy
- Réserve naturelle de Mihályfi Ernő kert
- Réserve naturelle d'Ördögorom
- Réserve naturelle de Rupp-hegy
- Réserve naturelle du plateau de Tétény
- Réserve naturelle de Turjános
- Argouseraie d'Újpest
- réserve naturelle de la grotte Bátori
- Réserve naturelle de la carrière de Fazekas-hegy
- Marais de Merzse
- Prairie de Felsőrákos
- Prés salés de Kőérberek
- grotte de Szemlő-hegy

#### Monument naturel
Une grande partie des monuments naturels, listés ci-dessous, sont situés à Budapest :
- Cèdre du Liban de Kondor út
- Chêne mémorial de Heinrich István utca
- Chêne rouvre d'Eötvös út
- Coupe géologique protégée de Pusztaszeri út
- Érable plane de Lóránt út
- Formations triasiques et éocènes de Balogh Ádám utca
- Hêtre de Svájci út
- Jardin botanique de Soroksár
- Jardin de Csillagvölgy út
- Jardin de Istenhegyi út
- Jardin de Művész út
- Jardin de Péceli út
- lac Naplás
- Mûrier de Mártonfa út
- Pelouse rupicole de Denevér út
- Pin noir de Hangya utca
- Platane de Ráth György utca
- Séquoia géant de Felhő utca
- Tilleul de Gazda utca
- Vigne de Bécsi kapu tér

### Sites Natura 2000
La Hongrie est devenue un État membre de l'Union européenne en mai 2004. À ce titre, elle a mis en place les directives Oiseaux et Habitats en créant un réseau de sites Natura 2000. Les ONG environnementales ont joué un rôle important dans la phase de recensement des sites potentiels pour la création de sites Natura 2000 et elles jouent un rôle actif dans la gestion des sites, elles participent aux suivis écologiques, et lorsqu'elles relèvent des infractions sur le terrain, les autorités ont engagé des procédures judiciaires.
En 2007, il existait 55 zones de protection spéciale et 467 sites d'Intérêt communautaires proposés. Ces sites se superposent pour 37 % de leur surface aux aires protégées qui existaient antérieurement.
En 2015, le réseau Natura 2000 couvre 21 % de la superficie de la Hongrie, soit près de 2 millions d'hectares.

## Conventions internationales

### Patrimoine mondial
Les parcs nationaux d'Aggtelek, de Fertő-Hanság et de Hortobágy sont inscrits au patrimoine mondial de l'UNESCO.

### Réserves de biosphère
La Hongrie est l'un des premiers États à participer au Programme sur l'homme et la biosphère de l'UNESCO dans les années 1970. En 1979-1980, le pays créé ses cinq premières réserves de biosphère dans l'objectif de préserver la biodiversité associée à des activités humaines extensives, comme le pastoralisme dans les steppes. Après la conférence des parties de Madrid, le zonage et la gestion de ces réserves de biosphère ont été largement modifiés pour favoriser la concertation avec les populations locales. La sixième réserve de biosphère (la réserve de biosphère transfrontalière de Mura-Drava-Danube) a été créée en 2012, elle est transfrontalière avec la Croatie, : 
- Aggtelek, 1979
- Hortobágy, 1979
- Kiskunság, 1979
- Lac Fertö, 1979
- Pilis, 1980
- Mura Drava Danube, 2012

### Sites Ramsar
La convention de Ramsar est entrée en vigueur le 11 août 1979, en Hongrie. En 2019, le pays a inscrit un total de 50 zones humides d'importance internationales, dont dix cette même année. La ville de Tata a obtenu le label « Ville des zones humides » pour ses lacs urbains.

## Évaluation

### Répartition par milieux
Fin 2007, les aires protégées comptaient : 47 % de forêt, 26 % de prairies et steppes, 23 % de terres arables ou anciennes jachères agricoles, et le reste se répartissait entre les roselières, lacs et cours d'eau, vignes ou jardins ...